# Spilosoma simplicicilia
Spilosoma simplicicilia är en fjärilsart som beskrevs av Embrik Strand 1919. Spilosoma simplicicilia ingår i släktet Spilosoma och familjen björnspinnare. Inga underarter finns listade i Catalogue of Life.